# Amerigo Vespucci (skoleskib)
Amerigo Vespucci er den italienske flådes skoleskib.
Skibet er opkaldt efter Amerigo Vespucci der var købmand, søfarer og opdagelsesrejsende.
Bygget på Det Kongelige Skibsværft i Castellammare di Stabia og søsat 22. februar 1931.
Skibet har sin hjemhavn i Livorno i Italien.

## Data
- 3 mastet fuldrigger
- Længde: 82,4 m
- Total længde: 101 m
- Bredde: 15,5 m
- Højde: 54 m
- Dybgang:7 m
- Sejl overflade: 2635 m2 (24 sejl)
- Besætning: 401 (13+228+160 elever)
- Hastighed: 10 knob
- Motorkraft: 2000 hk/1471 kW

| Vandsport/vandtransport | Spire Denne vandsports- eller vandtransportsartikel er en spire som bør udbygges. Du er velkommen til at hjælpe Wikipedia ved at udvide den. |